# Marco Aij
Marco Aij Sumpinanch Sesinia (Huasaga, 15 de enero de 1973), conocido también como Marco Aij, es un político, dirigente y cantautor achuar ecuatoriano. Durante el período de 2003 a 2006, desempeñó el cargo de vicepresidente de la NAE (Nación Achuar Ecuatoriana).
Su involucramiento en la política achuar comenzó al ser elegido vicepresidente durante la administración de Milton Callera, ocupando este puesto hasta 2006. Posteriormente, contribuyó como técnico de Selva Tropical NAE entre 2006 y 2012. Después de su tiempo como vicepresidente, asumió la presidencia de la Parroquia Huasaga de 2014 a 2019.
Aij también ha contribuido como traductor del libro "Metamorfosis del poder: Persona, mito y visión en la sociedad Shuar y Achuar" (Ecuador, Perú).

## Biografía
Nacido el 15 de enero de 1973 en Huasaga, Marco Aij es parte de la familia de los guerreros achuar, siendo hijo de Aij y Sesinia Sumpinanch. Está casado con Cecilia Tiriats, Chayuk Tiriats, y es padre de 11 hijos.

### Educación
Realizó sus estudios secundarios en la Unidad Educativa Fiscomisional Río Upano y posteriormente se graduó como Licenciado en Gestión Ambiental en la Universidad de Indoamérica, con sedes en Ambato y Quito. Adicionalmente, ha obtenido especialidades en gerencia y gobierno.

### Trayectoria Política
Con una extensa trayectoria de servicio, Marco Aij ha ejercido como profesor en la Unidad Educativa Taki en el año 2000, vicepresidente de la NAE (2003 - 2006), dirigente de selva tropical (2006 - 2012), y presidente del GAD parroquial de Huasaga (2014 - 2019).
Trayectoria Artística: Aij se destacó por primera vez en 2011 como compositor de músicas amazónicas con una fusión de cumbia, rompiendo récords y posicionándose como uno de los primeros achuar en incursionar en este tipo de arte. Su influencia se ha extendido como instructor de varios artistas amazónicos que hoy disfrutan de reconocimiento en la escena artística.
| Año  | Álbum     | Canciones      | Por                  | Resultado |
| ---- | --------- | -------------- | -------------------- | --------- |
| 2013 | Marco Aij | Colombia Nunka | Marco Aij Sumpinanch | Ganador   |